# 黃鰭擬雀鯛
黃鰭擬雀鯛，為鱸形目鱸亞目擬雀鯛科的其中一種，為熱帶海水魚，分布於澳洲海域，為特有種，深度可達23公尺，本魚體延長，體長可達8公分，棲息在沿岸有遮蔽的礁石區，生活習性不明。

## 擴展閱讀
維基物種上的相關：黃鰭擬雀鯛